# Дзюбенко, Александр Михайлович
Александр Михайлович Дзюбе́нко (23 октября 1929 — 5 сентября 1999) — заслуженный работник сельского хозяйства Карельской АССР (1985), почётный гражданин города Сортавала, почётный гражданин Республики Карелия (2000).

## Биография
В 1952 году окончил Ейский сельскохозяйственный техникум.
В 1952—1956 годах — старший механик совхоза «Победа» в Питкярантском районе Карело-Финской ССР.
В 1956—1961 годах — главный инженер совхозов «Куркиёки» и «Таунанский» в Лахденпохском районе Карельской АССР.
В 1961—1962 годах — директор зверосовхоза «Ладожский» в Питкярантском районе, в 1962—1963 годах — директор Сортавальской машинно-тракторной станции, в 1963—1967 годах — главный инженер совхоза «Куркиёки».
В 1967—1999 годах — директор Сортавальского совхоза «Большевик». Заочно окончил Вологодский молочный институт.
Избирался депутатом II созыва Законодательного собрания Республики Карелия в 1998 году.

## Память
В 1999 году Сортавальскому муниципальному предприятию «Племсовхоз „Большевик“» присвоено имя А. М. Дзюбенко — «Племсовхоз им. А. М. Дзюбенко».
В 2000 году в посёлке Хаапалампи установлена памятная доска А. М. Дзюбенко.